# Улица Потапова (Санкт-Петербург)
Улица Пота́пова — улица в Красногвардейском районе Санкт-Петербурга. Проходит от Ириновского проспекта, продолжая проспект Наставников, до проспекта Маршала Блюхера (проезжая часть на участке от шоссе Революции до Зыбинской улицы при этом отсутствует, проложена только трамвайная линия).

## История
Название улица Потапова было присвоено Эфирной улице 10 ноября 1985 года по другой утраченной улице. Эфирная улица получила название в 1930-х годах по продукции расположенного поблизости Охтинского химкомбината. Эфирная улица была короткой, доходившей лишь до реки Луппы.
15 декабря 1952 года в честь Героя Советского Союза Александра Семёновича Потапова (1914—1943) была названа соседняя Армашевская улица, начинавшаяся от Эфирной и шедшая на юг чуть западнее нынешнего проспекта Наставников. В середине 1970-х годов улица Потапова попала в кварталы массовой застройки и была упразднена 16 декабря 1978 года.

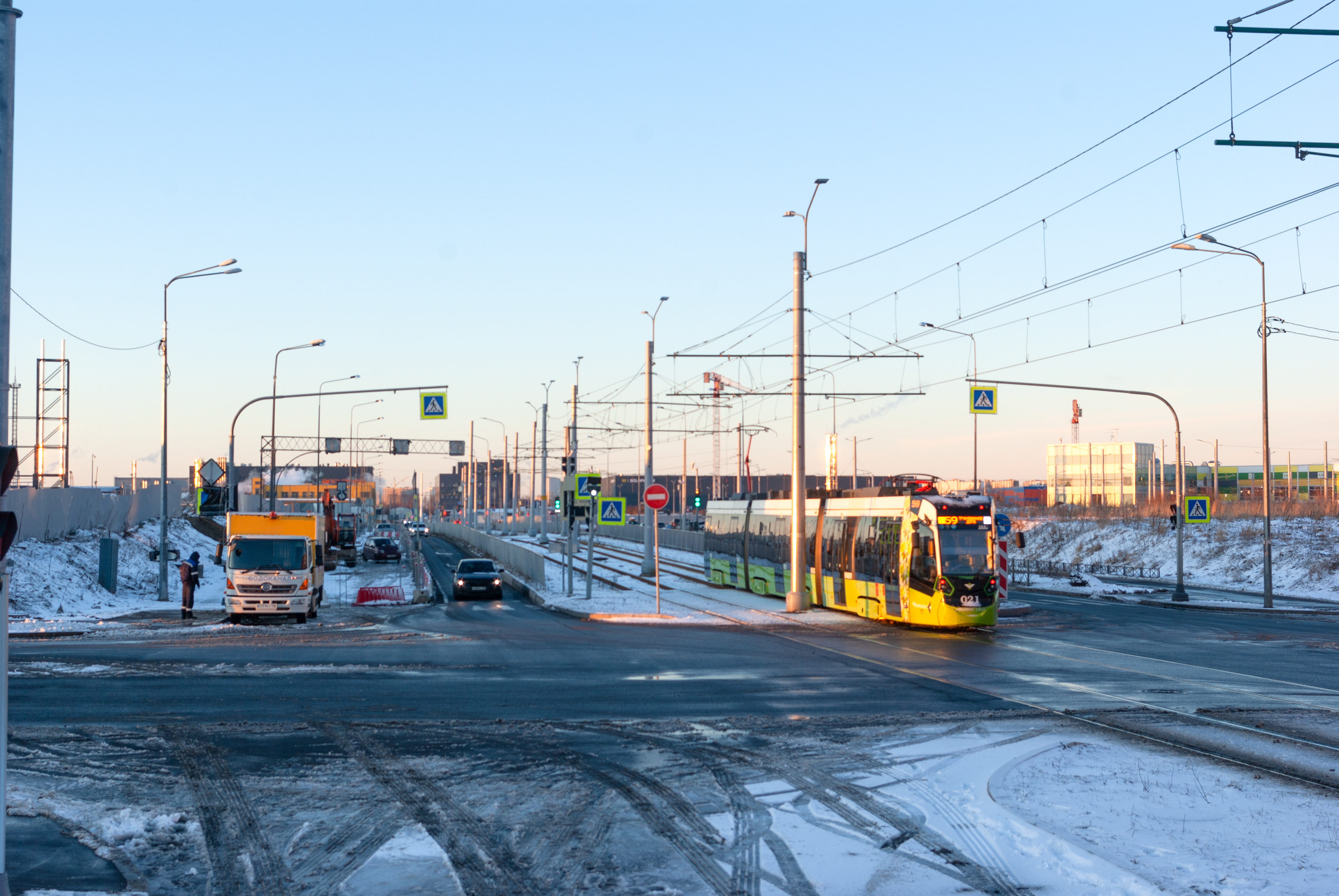
Северная часть улицы Потапова после прокладки трамвайной линии к парку Чижик

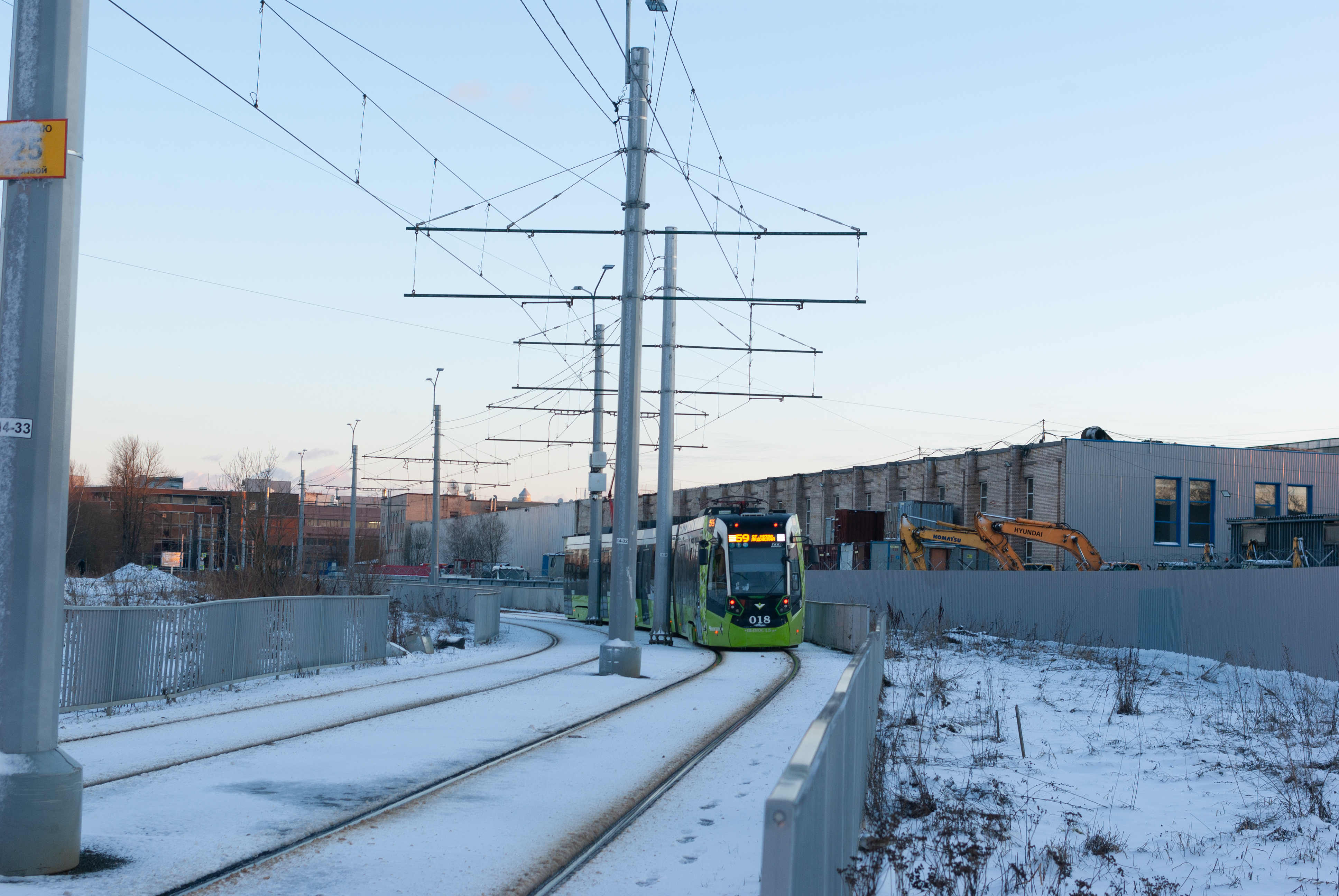
Центральный участок улицы Потапова, где проложена только трамвайная линия

20 сентября 2013 года улица Потапова была официально продлена от шоссе Революции до проектируемого продолжения проспекта Маршала Блюхера (фактически по состоянию на середину 2016 года этот участок отсутствует).
В 2019 году почти на всём протяжении улицы Потапова были проложены трамвайные пути.

## Пересечения
- Ириновский проспект
- шоссе Революции
- улица Электропультовцев (проект)
- Зыбинская улица
- проспект Маршала Блюхера

## Транспорт
Ближайшая к улице Потапова станция метро — «Ладожская» 4-й (Правобережной) линии.
По улице Потапова проходят автобусные маршруты №№ 28 и 164 и маршрут трамвая № 59.
В 2018—2019 годах по улице Потапова проложена трамвайная линия и построен новый трамвайный парк для системы частного трамвая «Чижик». Рядом с действующим депо находилось недостроенное здание Трамвайного парка № 11 ГУП «Горэлектротранс».